# Lidio Andrés Feliz
Lidio Andrés Feliz (Santa Cruz de Barahona, 26 giugno 1997) è un velocista dominicano.

## Carriera
Nel 2021 ha vinto la medaglia d'argento nella staffetta 4×400 metri mista alle Olimpiadi di Tokyo; nel 2022, nella stessa disciplina, ha vinto la medaglia d'oro ai Mondiali di Eugene, facendo segnare il secondo tempo più veloce di sempre della distanza in 3'09"82.

## Record nazionali
- Staffetta 4×400 metri mista: 3'09"82 ( Eugene, 15 luglio 2022) (con Marileidy Paulino, Alexander Ogando e Fiordaliza Cofil)

## Palmarès
| Anno | Manifestazione             | Sede         | Evento        | Risultato  | Prestazione | Note                          |
| ---- | -------------------------- | ------------ | ------------- | ---------- | ----------- | ----------------------------- |
| 2018 | Giochi CAC                 | Barranquilla | 400 m piani   | 7º         | 46"19       |                               |
| 2019 | Giochi panamericani        | Lima         | 400 m         | Semifinale | 46"76       |                               |
| 2021 | World Relays               | Chorzów      | 4×400 m mista | Bronzo     | 3'17"58     |                               |
| 2021 | Giochi olimpici            | Tokyo        | 4×400 m mista | Argento    | 3'10"21     | Record nazionale              |
| 2022 | Campionati ibero-americani | La Nucia     | 400 m         | Oro        | 44"64       | Miglior prestazione personale |
| 2022 | Campionati ibero-americani | La Nucia     | 4×400 m       | Oro        | 3'00"98     | Miglior prestazione personale |
| 2022 | Mondiali                   | Eugene       | 400 m piani   | Semifinale | 46"19       |                               |
| 2022 | Mondiali                   | Eugene       | 4×400 m mista | Oro        | 3'09"82     | Record nazionale              |
| 2023 | Giochi CAC                 | San Salvador | 400 m piani   | 5º         | 45"40       |                               |
| 2023 | Giochi CAC                 | San Salvador | 4x400 m       | Bronzo     | 3'02"19     |                               |
| 2023 | Giochi CAC                 | San Salvador | 4x400 m mista | Oro        | 3'14"81     |                               |